# 东坊城乡
东坊城乡，是中华人民共和国山西省大同市浑源县下辖的一个乡镇级行政单位。

## 行政区划
东坊城乡下辖以下地区：
东坊城村、郭家庄村、水磨町村、郝家寨村、仁和号村、落子洼村、常才岭村、荆庄村、李峪村、长条村、东尾毛村、晋家庄村、长城沟村、高水圪坨村、大西沟村、门庆沟村和龙王堂村。